# Secretariat (cavall)

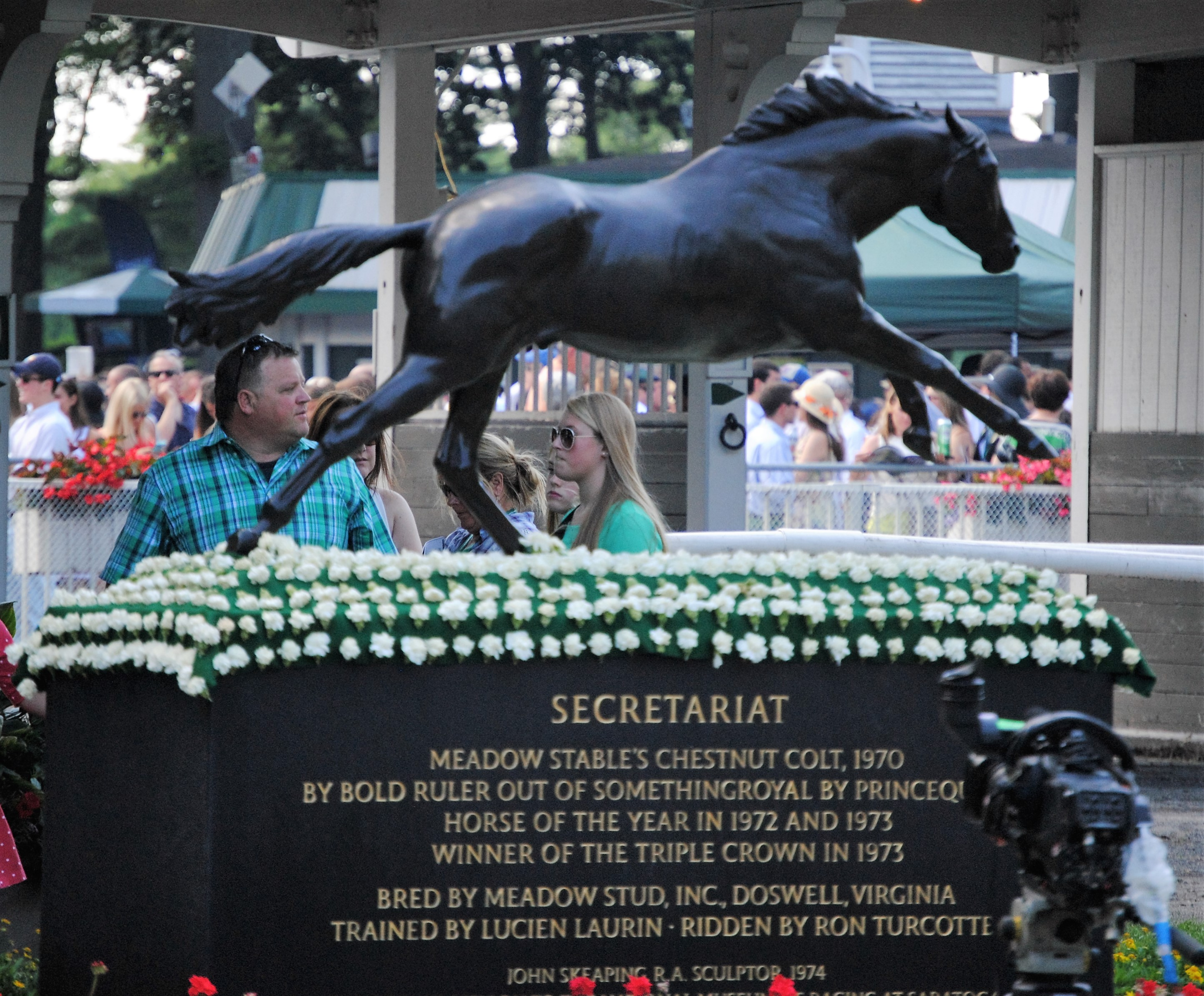
Estàtua de Secretariat a l'hipòdrom de Belmont Park

Secretariat (30 de març de 1970-4 d'octubre de 1989) va ser un cavall de curses pura sang estatunidenc que el 1973 es va convertir en el novè campió de la Triple Corona dels Estats Units, després de 25 anys sense que cal altre ho aconseguís, i va establir nous rècords en els tres esdeveniments de la sèrie: el Derby de Kentucky (1.59 2/5), el Preakness Stakes (1.53) i el Belmont Stakes (2.24); els rècords segueixen vigents avui dia.
Va néixer en els estables Meadow Farm, a Virgínia, que eren propietat de Penny Tweedy, els seus pares van ser el cavall Bold Ruller i l'egua Somethingroyal. El seu entrenador va ser Lucien Laurin, el seu genet Ron Turcotte i el seu preparador Eddie Sweat. Va començar a córrer el 4 de juliol de l'any 1972, en l'Hipòdrom de Aqueduct, on va acabar quart. Va continuar corrent fins a completar 7 victòries en 9 curses el 1972, la qual cosa li va comportar ser nomenat «Cavall de l'Any» dels EUA.
El 1973, va córrer tres curses abans de començar la Triple Corona, va guanyar a Bay Shore i en el Gotham Stakes i va ser tercer en el Wood Memorial Stakes, on va córrer amb un abscés en la boca que no li va permetre rendir com ho venia fent.
Aquest any, en començar a disputar la Triple Corona, en el Derby de Kentucky va guanyar per dos cossos i mig a Sham i per una distància més llarga a Angle Light, que l'havien vençut en el Wood Memorial Stakes i el mateix resultat es va donar en la segona carrera, en Preakness Stakes. Per a l'última cursa, Belmont Stakes, la de més llarga distància que existeix en els circuits estatunidencs, Secretariat (també anomenat Big Red, el Gran Roig), va guanyar amb un impressionant avantatge de 31 cossos i 2 minuts i 24 segons, batent el rècord de la prova i el rècord del món en distàncies llargues.
Després del Belmont, Secretariat va córrer en nou proves més guanyant-ne sis d'elles. A finals de 1973, se'l va retirar per convertir-ho en semental, que va engendrar 57 cavalls guanyadors. Va ser sacrificat el 4 d'octubre de 1989, a causa d'una laminitis, i va ser sepultat a Claiborne Farm, a Paris (Kentucky). El cor de Secretariat, segons el doctor que va realitzar la necròpsia era del doble de la grandària normal d'un cavall del seu tipus, la qual cosa el va convertir en un exemplar especial i únic que va guanyar 16 de les 21 curses en què va córrer i el va portar a ser votat en el número 35 dels millors atletes estatunidencs del segle XX, sent el primer dels tres "no humans" de la llista (els altres dos són els també cavalls de carreres: Man o' War en la posició 84 i Citation en la posició 97).
De la seva història Walt Disney en va fer una pel·lícula el 2010 titulada amb el seu propi nom, Secretariat, protagonitzada per Diane Lane i John Malkovich, i dirigidia per Randall Wallace.